# Médiation patrimoniale
 (février 2023).
Si vous disposez d'ouvrages ou d'articles de référence ou si vous connaissez des sites web de qualité traitant du thème abordé ici, merci de compléter l'article en donnant les références utiles à sa vérifiabilité et en les liant à la section « Notes et références ».
La médiation patrimoniale concerne la résolution des différends qui surviennent dans la gestion des patrimoines, qu'elle implique des relations entre héritiers ou avec des administrations.
À ne pas confondre avec le médiateur du patrimoine qui est un professionnel de la culture qui intervient notamment en médiation culturelle.

## Champs d'application
- héritage : succession, indivision, partage
- gestion du patrimoine : entretien des biens confiés...